# Al-Arabi SC
Al-Arabi Sports Club (arab. النادي العربي الرياضي) – katarski klub piłkarski, grający obecnie w Qatar Stars League, mający siedzibę w Dosze, największym mieście w kraju. Został założony w 1952 roku. Największe sukcesy osiągał w latach 90., gdy 5-krotnie sięgnął po tytuł mistrza Kataru.

## Sukcesy
- Q-League: 7

1983, 1985, 1991, 1993, 1994, 1996, 1997
- Puchar Kataru: 8

1978, 1979, 1980, 1983, 1984, 1989, 1990, 1993
- Puchar Korony Księcia Kataru: 1

1997
- Puchar Szejka Jassema: 3

1980, 1982, 1994

## Zagraniczni reprezentanci krajów grający w klubie
- Noureddine Drioueche
- Gabriel Batistuta
- Tony Popović
- Rashid Al-Dosari
- Salman Isa
- Mohamed Salmeen
- Mohamed Barakat
- Iván Hurtado
- Bassim Abbas
- Hadi Shakouri
- Dennis Oliech
- Mohammed Armoumen
- Bouchaib El Moubarki
- Abdelilah Fahmi
- Stefan Effenberg
- Richard Owubokiri
- Taribo West
- João Tomás
- Fabijan Cipot
- Blaise Nkufo
- Zoubeir Baya
- Giuseppe Signori

## Aktualny skład
| Nr | Poz. | Piłkarz              |
| -- | ---- | -------------------- |
| 2  | OB   | Maaz Yusif           |
| 5  | OB   | Johar Al Kaabi       |
| 6  | OB   | Abdulaziz Hatem      |
| 7  | OB   | Mohammed Al Ziara    |
| 8  | NA   | Cabore               |
| 10 | PO   | Waleed Hamza         |
| 11 | NA   | Jassim Al-Jassim     |
| 14 | PO   | Abdullah Al Suwaidi  |
| 15 | NA   | Adel Mulla           |
| 16 | OB   | Salman Isa           |
| 17 | PO   | Abdulaziz Al Sulaiti |

| Nr | Poz. | Piłkarz                |
| -- | ---- | ---------------------- |
| 18 | PO   | Leonardo Pisculichi    |
| 20 | OB   | Yosif Jafar            |
| 24 | OB   | Musa Haroon            |
| 26 | PO   | Ahmed Saleh Al Khalfan |
| 29 | OB   | Boualem Khoukhi        |
| 30 | NA   | Omar Al-Ansari         |
| 31 | OB   | Abdulla Atef           |
| 33 | PO   | Majed Khalfan          |
| 37 | NA   | Ahmed Darwish          |
| 40 | BR   | Rajab Hamza            |
| 80 | NA   | Kim                    |